# کاخ کادریورگ
کاخ کادریورگ (استونیایی: Kadrioru loss، آلمانی: Catherinethal) کاخی در شهر تالین، استونی است.
این کاخ به سفارش پتر اول (تزار روسیه) در سال ۱۷۱۸ میلادی شروع به ساخت شده و در سال ۱۷۲۵ به بهره‌برداری رسیده است.

## نگارخانه
|  |  |  |  |  |
|  |  |  |  |  |